# De moderata reformvännernas grupp
De moderata reformvännernas grupp var under riksdagarna 1903–1905 beteckningen på en borgerlig centergrupp i andra kammaren som kan sägas vara en efterföljare till de tidigare grupperingarna nya centern (upplöst 1896) och frihandelsvänliga centern (upplöst 1897). Gruppens ledargestalt var landshövdingen Wilhelm Lothigius. Gruppen uppgick 1906 i nationella framstegspartiet.